# Sirly Tiik
Sirly Tiik (14 de septiembre de 1974) es una deportista estonia que compitió en atletismo adaptado. Ganó tres medallas en los Juegos Paralímpicos de Sídney 2000.

## Palmarés internacional
| Juegos Paralímpicos | Juegos Paralímpicos | Juegos Paralímpicos | Juegos Paralímpicos |
| Año                 | Lugar               | Medalla             | Prueba              |
| ------------------- | ------------------- | ------------------- | ------------------- |
| 2000                | Sídney (Australia)  | Medalla de oro      | Jabalina F20        |
| 2000                | Sídney (Australia)  | Medalla de bronce   | Peso F20            |
| 2000                | Sídney (Australia)  | Medalla de bronce   | Salto de altura F20 |